# Phytomyza soenderupi
Phytomyza soenderupi är en tvåvingeart som beskrevs av Erich Martin Hering 1941. Phytomyza soenderupi ingår i släktet Phytomyza och familjen minerarflugor.
Artens utbredningsområde är Danmark. Arten har ej påträffats i Sverige. Inga underarter finns listade i Catalogue of Life.